# تی‌اس رویالیست
تی‌اس رویالیست (به انگلیسی: TS Royalist) یک کشتی است که طول آن ۲۹٫۵۲ متر (۹۶ فوت ۱۰ اینچ) می‌باشد. این کشتی در سال ۱۹۷۱ ساخته شد.